# 康尼·迪尔金
康拉德·威廉·迪尔金（英語：Conrad William Dierking，1936年10月2日—2013年12月29日），美国NBA联盟前职业篮球运动员。他在1958年的NBA选秀中第1轮第5顺位被西拉丘斯国民选中。